# Attalla
Attalla ist eine Stadt im Etowah County im Bundesstaat Alabama in den Vereinigten Staaten von Amerika.

## Geographie
Attalla liegt im Nordosten Alabamas im Süden der Vereinigten Staaten. Es befindet sich etwa mittig zwischen dem 733 Quadratkilometer großen William B. Bankhead National Forest und dem 1600 Quadratkilometer großen Talladega National Forest.
Nahegelegene Orte sind unter anderem Gadsden (unmittelbar östlich angrenzend), Rainbow City (unmittelbar südlich angrenzend), Ridgeville (2 km nördlich), Ivalee (3 km nordwestlich) und Southside (7 km südöstlich). Die nächste größere Stadt ist mit 212.000 Einwohnern das etwa 50 Kilometer südwestlich entfernt gelegene Birmingham.

## Geschichte
Der erste Siedler in diesem Gebiet ist 1800 nachzuweisen, auf ihn geht auch die Gründung der Stadt zurück. 1819 wurde das erste Postamt unter dem Namen Bennettville eröffnet, in Anlehnung an einen Grundstücksbesitzer. 1830 wurden die ersten Minen eröffnet, 1851 folgte die erste Kirche. Für kurze Zeit hieß die Stadt The Junction (deutsch Die Kreuzung), bevor sie 1866 Bainsville genannt wurde. 1870 wurde die erste lokale Zeitung Union Republic gegründet.
Der Bau mehrerer Eisenbahnlinien nach und durch Attalla machten die Stadt zu einem regionalen Verkehrsknoten. 1872 wurden die ersten Schulen gegründet. Die florierende Stahlindustrie wurde zur Jahrhundertwende ergänzt um Produktionen von Baumwolle und Bauholz. 1891 wurde die Stadt von einem Feuer zu großen Teilen zerstört.
1892 erhielt die Stadt ihren heutigen Namen. 1903 wurde der Lock 12 Dam zur Erzeugung von Wasserkraft gebaut.
Zwei Orte in Attalla sind im National Register of Historic Places  eingetragen (Stand 15. November 2019), das U.S. Post Office Attalla und der Attalla Downtown Historic District.

## Verkehr
Durch Attalla verlaufen die U.S. Highways 11, 278 und 431, zudem verläuft im Südosten und Osten der Stadt der Interstate 59, der über 715 Kilometer von Louisiana bis Georgia führt.
Etwa 75 Kilometer südwestlich befindet sich der Birmingham-Shuttlesworth International Airport.

## Demographie
Die Volkszählung 2000 ergab eine Bevölkerungszahl von 6795, verteilt auf 2672 Haushalte und 1976 Familien. Die Bevölkerungsdichte lag bei 382 Menschen pro Quadratkilometer. 78,4 % der Bevölkerung waren Weiße, 13,5 % Schwarze, 1,5 % Indianer und 0,1 % Asiaten. 1,6 % entstammten einer anderen Ethnizität, 0,7 % hatten zwei oder mehr Ethnizitäten, 2,2 % waren Hispanics oder Lateinamerikaner jedweder Ethnizität. Auf 100 Frauen kamen etwa 90 Männer. Das Durchschnittsalter lag bei 38 Jahren, das Pro-Kopf-Einkommen betrug 15.727 US-Dollar, womit etwa 18,6 % der Bevölkerung unterhalb der Armutsgrenze lebten.
Bis zur Volkszählung 2010  sank die Bevölkerungszahl auf 6048.

## Persönlichkeiten
- Betty Kelly (* 1944), ehemalige Soul-Sängerin
- Larry Means (* 1947), Politiker und Senator
- Cadillac Williams (* 1982), ehemaliger Football-Spieler